# کو جانکشن (اورگن)
کو جانکشن (به انگلیسی: Cave Junction) شهری در شهرستان ژوسفین ایالت اورگن است و در سرشماری سال ۲۰۱۱ میلادی، ۱٬۸۸۳ نفر جمعیت داشته که نسبت به سال ۲۰۱۰، ۰٫۱۱ درصد رشد جمعیت داشته‌است.

## موقعیت جغرافیایی
موقعیت جغرافیایی شهرها و مناطق اطراف به شرح زیر است: